# Iranotherium morgani
L'iranoterio (Iranotherium morgani) è una specie estinta di mammifero perissodattilo, appartenente ai rinoceronti. Visse nel Miocene superiore (circa 10 – 8 milioni di anni fa) e i suoi resti fossili sono stati ritrovati in Asia (Iran e Cina).

## Descrizione
Questo rinoceronte era di dimensioni molto grandi: il solo cranio sfiorava gli 80 centimetri di lunghezza, e si suppone che l'animale in vita dovesse aver avuto dimensioni simili ai più grandi rinoceronti attuali (rinoceronte bianco, rinoceronte indiano). Iranotherium possedeva una caratteristica cranica molto insolita: oltre alle rugosità sulle ossa nasali (che fanno supporre l'esistenza di un grande corno mediano), erano presenti anche delle rugosità sulle arcate zigomatiche dei maschi. Questa caratteristica, unica fra tutti i rinoceronti noti, è di difficile interpretazione: è possibile che questa ipertrofia di forma emisferica sorreggesse una regione callosa e dura simile a un corno, forse usata nel combattimento o nel display intraspecifico; data la diversa struttura delle rugosità zigomatiche rispetto a quelle nasali, è anche possibile che gli insoliti zigomi facessero da punti di inserzione per enormi muscoli masseteri e temporali (Deng, 2005). La dentatura era costituita da molari e premolari dalla corona alta (ipsodonti), con numerose pieghe di smalto e ricchi di cemento dentario.

## Classificazione
Iranotherium è considerato parte di una radiazione evolutiva di rinoceronti dalle caratteristiche peculiari, noti come Elasmotheriinae. Questi animali, sviluppatisi nel corso del Miocene, evolvettero denti dalla corona insolitamente alta e ricchi di smalto, simili a quelli dei cavalli, zampe lunghe e (almeno nelle specie più derivate) grandi corna mediane. Iranotherium, all'interno del gruppo, occupa una posizione piuttosto evoluta, e si presume fosse derivato da forme più antiche come Hispanotherium, per poi dare origine a rinoceronti come Sinotherium e lo stesso Elasmotherium.

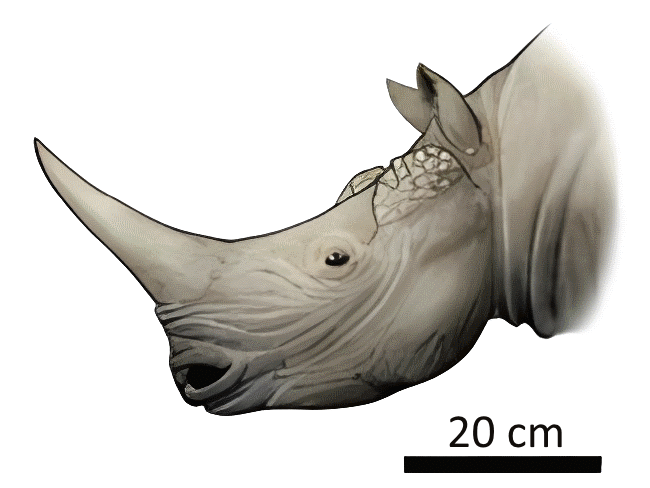
Ricostruzione della testa di Iranotherium morgani

## Paleoecologia
I denti a corona alta di Iranotherium indicano che questo animale era un brucatore di erbe; la grande massa corporea dell'animale fa supporre che Iranotherium fosse specializzato nel nutrirsi di materiale molto fibroso, in quanto la taglia di un mammifero erbivoro è un importante indicatore nel determinare il rapporto fibre/proteine che l'animale è in grado di tollerare nella sua dieta: gli animali più grandi sono in grado di assumere una maggiore proporzione di cellulosa (Janis, 1976). Iranotherium, che brucava vegetali molto fibrosi, abitava quindi praterie aperte.
Le insolite strutture craniche indicano quantomeno che in Iranotherium era presente un dimorfismo sessuale accentuato, simile a quello degli artiodattili che vivevano nello stesso ambiente e nello stesso periodo.